# Jan Postma (CPN)
Jan Postma (Amsterdam, 18 februari 1895 – Scheveningen, 31 juli 1944) was een Nederlands communist. Hij was een leider van de Communistische Partij van Nederland tijdens de Tweede Wereldoorlog.

## Levensloop
Postma groeide op in een gezin dat vanwege de landbouwcrisis van 1880 van Friesland naar Amsterdam was getrokken. Hoewel van oorsprong Nederlands-hervormd, heerste er in het gezin een atheïstische en sociaaldemocratische geest. Postma werd steendrukker en bezocht de avondtekenschool. Hij werd actief in de vakbond. Aanvankelijk sympathiseerde hij met de SDAP, maar de houding van deze partij bij het uitbreken van de Eerste Wereldoorlog deed hem zich aansluiten bij de Federatie van Sociaal-Anarchisten. Postma werd vooral actief in de Sociaal-Anarchistische Jeugd Organisatie (SAJO). In 1931 trouwde hij met Nel Wessels, die eveneens in deze beweging actief was, vanaf 1922 woonden ze samen.
Postma werd lid van de Bond van Kommunistische Strijd- en Propagandaclubs, die zich in 1925 zou aansluiten bij de Communistische Partij van Nederland. Hij werd lid van het bestuur van de CPN, waarbinnen hij zich afzette tegen een ultra-radicale koers. In een nieuw gevormd partijbestuur in 1930 werd Postma niet opgenomen, nadat hij kritiek had geuit op de partijleiding. De economische wereldcrisis en massale werkloosheid begin jaren 30 zorgde er echter voor dat de kritische houding van Postma verdween en in 1932 kwam hij alsnog in het bestuur. Hij verbleef een jaar in Moskou als Nederlandse vertegenwoordiger bij de Comintern. Terug in Nederland kreeg hij de leiding over de Nederlandse sectie van de Internationale Roode Hulp. De organisatie probeerde onder andere asiel te regelen voor voor Hitler gevluchte Duitse communisten.
Aan het begin van de Tweede Wereldoorlog trok Postma zich op last van de partijleiding terug uit de CPN, om zich toe te leggen op zijn oude werk als chemigraaf. In die positie kon hij persoonsbewijzen vervalsen. Ook voerde hij af en toe geheime opdrachten uit voor de Comintern. Vanaf 1942 raakte hij weer betrokken bij de partij, toen hij geregeld de Amsterdamse leider Jan Janzen moest vervangen. Na diens arrestatie in 1943 kreeg Postma de leiding over de Amsterdamse afdeling. Toen enkele maanden later een deel van de partijleiding werd opgepakt en Paul de Groot onderdook, kreeg Postma de leiding in handen. Hij zocht meer aansluiting met onder andere sociaaldemocratische groepen en pleitte voor een parlementair-democratische weg naar het socialisme in het Nederland na de oorlog. Postma had een actief aandeel in een poging het gewapende verzet te bundelen door de vorming van de Raad van Verzet. Op 11 november 1943 werd Postma echter samen met andere CPN-kopstukken door de Sicherheitsdienst opgepakt. Hij zat onder andere gevangen in het Huis van Bewaring in Amsterdam, en in kamp Vught. Op 20 april 1944 werd Postma ter dood veroordeeld. Hij werd op 31 juli van dat jaar in Scheveningen terechtgesteld.
Ter nagedachtenis aan Postma werd op 22 februari 1975 in Amsterdam op de hoek van het Jan Postmahof en de Burgemeester de Vlugtlaan een Jan Postmaplaquette onthuld.